# کرت (مارتونی)
کِرت (ارمنی: Քերթ، به لاتین: قوزوم‌کند Quzumkənd) یک منطقه مسکونی در جمهوری آرتساخ است که در استان مارتونی واقع شده است.